# Костіша (Сучава)
Костіша (рум. Costișa) — село у повіті Сучава в Румунії. Входить до складу комуни Фретеуцій-Ной.
Село розташоване на відстані 387 км на північ від Бухареста, 39 км на північний захід від Сучави.

## Населення
За даними перепису населення 2002 року у селі проживали 1697 осіб, усі — румуни. Усі жителі села рідною мовою назвали румунську.